# Бекет (Массачусетс)
Бекет (англ. Becket) — місто (англ. town) в США, в окрузі Беркшир штату Массачусетс. Населення — 1931 особа (2020).

## Демографія
Згідно з переписом 2010 року, у місті мешкало 1779 осіб у 763 домогосподарствах у складі 497 родин. Було 1728 помешкань
Расовий склад населення:
| - 96,6 % — білих - 0,6 % — чорних або афроамериканців - 0,4 % — азіатів - 0,3 % — корінних американців |

До двох чи більше рас належало 1,1 %. Частка іспаномовних становила 1,9 % від усіх жителів.
За віковим діапазоном населення розподілялося таким чином: 17,6 % — особи молодші 18 років, 65,8 % — особи у віці 18—64 років, 16,6 % — особи у віці 65 років та старші. Медіана віку мешканця становила 48,2 року. На 100 осіб жіночої статі у місті припадало 101,5 чоловіків;  на 100 жінок у віці від 18 років та старших — 101,4 чоловіків також старших 18 років.
Середній дохід на одне домашнє господарство  становив 87 904 долари США (медіана — 75 000), а середній дохід на одну сім'ю — 100 013 долари (медіана — 83 571). Медіана доходів становила 59 375 доларів для чоловіків та 43 875 доларів для жінок. За межею бідності перебувало 6,9 % осіб, у тому числі 19,7 % дітей у віці до 18 років та 4,2 % осіб у віці 65 років та старших.
Цивільне працевлаштоване населення становило 1034 особи. Основні галузі зайнятості: освіта, охорона здоров'я та соціальна допомога — 23,9 %, роздрібна торгівля — 15,8 %, мистецтво, розваги та відпочинок — 14,8 %.